# Kaempferia evansii
Kaempferia evansii là một loài thực vật có hoa trong họ Gừng. Loài này được Blatt. mô tả khoa học đầu tiên năm 1930.